# Operação Pig Bristle
A Operação Pig Bristle (lit. "Pêlo de Porco") foi uma missão de transporte especial realizada pela Real Força Aérea Australiana (RAAF) em Maio de 1946. A operação foi solicitada pelo governo australiano em resposta a uma escassez nacional de pêlo de porco, um problema que estava a afectar a construção de habitações. O Esquadrão N.º 38 ficou responsável por transportar 25 toneladas de pêlo de porco de Chongqing, na China, até Hong Kong, onde a mercadoria foi transportada via marítima até à Austrália. O esquadrão realizou esta missão ao longo de duas semanas.

## Antecedentes

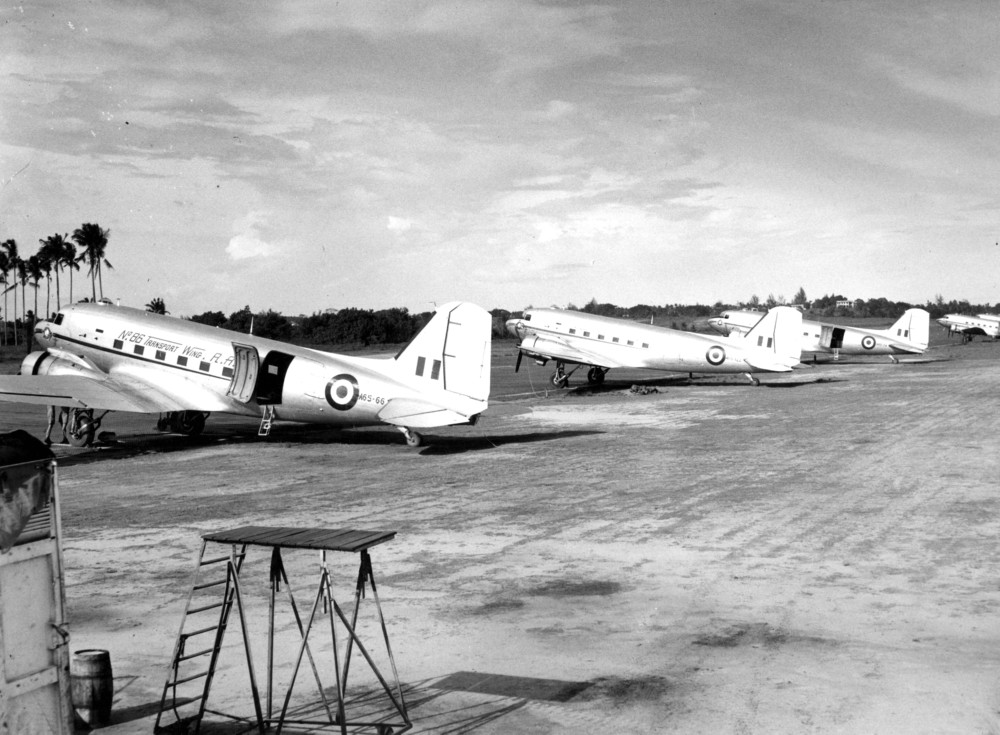
Vários aviões Dakota do Esquadrão N.º 38, em 1950

Depois da Segunda Guerra Mundial o governo australiano lançou o Esquema Habitacional da Comunidade, um plano para acabar com o problema de escassez de habitações a nível nacional. Este esquema, assim como as actividades de construção civil do sector privado, foram atrasadas devido a uma escassez de materiais, entre eles o pêlo de porco necessário para o fabrico de pincéis.
Na época, a única fonte deste tipo de material era a China. Em 1946 a companhia Jardine Matheson adquiriu 100 toneladas de cerda animal para o governo britânico e mais 25 toneladas para a Austrália, a partir de remotas localizações na China, perto da fronteira com o Tibete. Estes stocks foram transportados para Chongqing, a capital do governo de Kuomintang, e eventualmente a Jardine Matheson obteve permissão para exportar este material para a Austrália e as Ilhas Britânicas. Esta remessa de cerda animal seria suficiente para ir de encontro com as necessidades australianas por vários meses.
À medida que a Guerra Civil Chinesa se desenrolava e as forças comunistas começaram a atacar os barcos de transporte fluvial que viajavam a partir de Chongqing, tornou-se necessário transportar os pêlos de porco por via aérea. O governo de Kuomintang aceitou dar permissão à RAAF e à Real Força Aérea para voarem numa rota entre Hong Kong e Chongqing entre os dias 1 e 14 de Maio. Depois de chegar a Hong Kong, o material embarcaria em via marítima para a Austrália. Tanto o governo de Kuomintang como os dirigentes comunistas ficaram preocupados com a presença de estrangeiros na China, e as tripulações australianas foram avisadas de que poderiam ficar encarceradas se aterrassem em qualquer outro lugar que não Chongqing ou uma pista de emergência em Cantão.

## Operação
O Esquadrão N.º 38 da RAAF foi a unidade escolhida para transportar a parte destinada aos australianos. O esquadrão estava equipado com aviões Douglas Dakota e uma das suas responsabilidades era a realização de transportes aéreos regulares entre a Austrália e o Japão, transportando passageiros e suprimentos para as forças australianas destacadas na Força de Ocupação da Comunidade Britânica. Um destacamento de três aviões Dakota, liderados pelo Líder de esquadrão John Balfe, foi enviado da Austrália até Hong Kong. Previa-se que as condições de voo fossem complicadas, pelo que cada uma das aeronaves seria operada por dois pilotos experientes, apoiados por um militar que realizaria funções de navegador, operador de rádio e engenheiro de voo.
Os voos entre Hong Kong e Chongqing começaram no início de Maio de 1946. Nesta altura Chongqing estava isolada pelas forças comunistas, e as embaixadas estrangeiras foram evacuadas da cidade, pois uma ocupação da cidade era eminente. Nenhum tipo de infraestrutura de navegação estava disponível no caminho entre as duas localidades, o que forçou a tripulação das aeronaves a usar mapas imprecisos para navegarem até ao destino, uma viagem de aproximadamente 1100 quilómetros. Além deste problema, as tripulações australianas descobriram também que a viagem entre Hong Kong e Chongqing era desafiante devido às montanhas que circundavam a cidade chinesa, além de não haver previsões meteorológicas precisas. Devido ao pessoal australiano ter sido evacuado da cidade no início de Maio, as tripulações australianas dormiram na embaixada britânica nos dias que precisaram de pernoitar. O destacamento foi bem-sucedido no transporte aéreo do pêlo de porco nas duas semanas disponíveis, com oito voos realizados de Chongqing para Hong Kong. Nas suas memórias Balfe atribuiu o sucesso ao "bom tempo e entusiasmo das tripulações". Depois da missão, os três aviões Dakota deixaram Hong Kong em direcção à Austrália, no dia 14 de Maio.

## Entrega
Parte da remessa de pêlos de porco foi enviada para a Austrália a bordo dos próprios aviões Dakota, enquanto o resto demoraria um pouco mais na sua viagem marítima. No dia 29 de Maio foi reportado que a escassez de pêlos de porco havia sido eliminada. Um dos pilotos envolvidos na Operação Pig Bristle recebeu a Cruz da Força Aérea na Honras de Ano-novo de 1948, em reconhecimento pelo seu papel na operação. O historiador da RAAF Alan Stephens escreveu em 1995 que "os relatos e observações de John Balfe sobre a sua equipa e a respectiva aventura deveriam ser de leitura obrigatória por todas as tripulações de transporte aéreo da RAAF".